# Iso Teerisaari (ö i Kajanaland)
Iso Teerisaari är en ö i Finland. Den ligger i sjön Änättijärvi och i kommunen Kuhmo i den ekonomiska regionen  Kehys-Kainuu  och landskapet Kajanaland, i den östra delen av landet, 500 km nordost om huvudstaden Helsingfors. Öns area är 0,3 hektar och dess största längd är 110 meter i öst-västlig riktning.